# New Sensations (studio)
Pour les articles homonymes, voir New Sensations.
New Sensations est une société américaine californienne de production de films pornographiques, implantée à Chatsworth (un quartier de Los Angeles).

## Histoire
Elle a été fondée en 1993 par Scott Taylor.
Le studio possède « Digital Sin ».
Y sont plutôt produits des films de gonzo et notamment des versions pornos inspirées de séries télévisées, comme : A XXX Parody…, de Friends, The Office, The X-Files, Scrubs, That '70s Show, 30 Rock, Seinfeld, The Big Bang Theory… et de films, comme : Anchorman A XXX Parody, The Big Lebowski: A XXX Parody, Scooby Doo, The Flintstones, Not Airplane XXX: Cockpit Cuties…

## Séries
Liste de séries produites par New Sensations :
- A XXX Parody...
- 2 Dicks In 1 Chick 1
- Big Cock Seductions...
- Big Natural Breasts 3
- Best Young Girl Series
- Biggz And The Beauties
- Black In The Ass
- Cheating Wives Tales
- Craving Big Cocks
- Deep Throat This
- Erotica XXX
- Four Finger Club
- Fresh Outta High School
- Fuck For Dollars
- Goin' Deep #1-5
- milf-mania
- I Can't Believe I Took The Whole Thing
- My First Time
- Nacho Vidal's Blowjob Impossible
- Naughty College School Girls
- North Pole
- Real Sex Magazine
- Pound the Round POV 1-9
- POV Fantasy 1-7
- Screaming Orgasms
- Stretched Out Snatch
- She Squirts
- Teen Dreams
- Young And Wild
- Young As They Cum

## Récompenses
- 1995 : AVN Award - 'Best Amateur Series' for Video Virgins[2]
- 2000 : AVN Award - Best All-Girl Release' for The Four Finger Club 2
- 2001 : AVN Award - Best Special Effects' for Intimate Expressions
- 2001 : AVN Award - Best Video Feature' for Dark Angels
- 2001 : AVN Award - Best Videography' - Jake Jacobs & Nic Andrews for Dark Angels
- 2004 : AVN Award - Best Solo Sex Scene' for "Brook Ballentyne in Screaming Orgasms 11"
- 2005 : AVN Award - Best Foreign All-Sex Series' for Pleasures of the Flesh
- 2005 : AVN Award - Best Three-Way Sex Scene' - Dani Woodward, Barrett Blade & Kurt Lockwood for Erotic Stories: Lovers & Cheaters
- 2006 : AVN Award - Best Videography' - Nic Andrews for "Dark Angels 2: Bloodline"
- 2008 : AVN Award - Best Big Bust Series' for Big Natural Breasts
- 2009 : AVN Award - Best New Series' for "Ashlynn Goes to College"
- 2009 : AVN Award - Best Continuing Series' for Ashlynn Goes to College
- 2009 : AVN Award - Best Vignette Series' for Cheating Wives Tales
- 2011 : XBIZ Award - Peoples Choice - Porn Parody of the Year' for "The Office: A XXX Parody"
- 2011 : AVN Award – Best New Series – The Romance Series
- 2011 : Feminist Porn Award – Steamiest Romantic Movie – A Little Part of Me
- 2011 : XBIZ Award - Parody Studio of the Year
- 2011 : XBIZ Award - Parody Release of the Year' for The Big Lebowski: A XXX Parody
- 2012 : XBIZ Award - Feature Studio of the Year'
- 2012 : XBIZ Award - Couples-Themed Release of the Year' for Love is a Dangerous Game
- 2012 : AVN Award - Best Young Girl Series'
- 2013 : XBIZ Award Studio de l'année (Studio of the Year)[3]

## Personnalités

### Actrices produites
- Abella Danger
- Abigail Mac
- Adriana Chechik
- Aidra Fox
- A.J. Applegate
- Amy Reid
- Angela White
- Anikka Albrite
- Anna Bell Peaks
- Ashlynn Brooke
- Audrey Bitoni
- August Ames
- Bonnie Rotten
- Brandy Talore
- Bree Daniels
- Brett Rossi
- Bridgette B
- Chanel Preston
- Charlotte Stokely
- Cherie DeVille
- Christie Stevens
- Dani Daniels
- Elsa Jean
- Eufrat
- Gauge
- Georgia Jones
- Gianna Michaels
- Gina Valentina
- Holly Hendrix
- Jenna Sativa
- Jewel De'Nyle
- Karlie Montana
- Keisha Grey
- Kendra Lust
- Kimmy Granger
- Kleio Valentien
- Kylie Ireland
- Melissa Moore
- Mia Malkova
- Monica Sweetheart
- Penny Pax
- Piper Perri
- Remy LaCroix
- Riley Reid
- Sara Luvv
- Stella Cox
- Valentina Nappi

## Digital Sin
Digital Sin, créée en 1999, a sorti le film "Groupie Luv", avec 50 Cent, Young Buck & Lloyd Banks.

### Séries[5]
- My Plaything: ...
- NFC: Nude Fight Club
- Squirting 101
- I Love Big Toys
- Monster Meat

### Récompenses
- 2003 : XRCO Award - Best Girl-Girl Scene' for Jenna Jameson & Carmen Luvana in My Plaything: Jenna Jameson 2[6]
- 2004 : AVN Award - Best Interactive DVD' for My Plaything: Jenna Jameson 2
- 2005 : AVN Award - Best Interactive DVD' for Groupie Love
- 2008 : AVN Award - Best Oral-Themed Release' for Face Full of Diesel
- 2007 : AVN Award - Best Solo Release' for I Love Big Toys 2
- 2007 : AVN Award - Best Interracial Series' for My Hot Wife Is Fucking Blackzilla
- 2009 : AVN Award - Best Interactive DVD' for My Plaything: Ashlynn Brooke